# 周深媒体作品列表
周深媒体作品列表主要列举中国大陆90后男歌手周深参与的晚会、综艺节目及演唱的歌曲等在公众媒体上播放的作品内容。
从2014年7月参加《中国好声音》开始，周深参与了《蒙面唱将猜猜猜》、《我们的歌》、《歌手》、《天赐的声音》、《时光音乐会》、《聲生不息·家年華》、《音乐缘计划》等重要音乐综艺，以及《了不起的长城》、《青春环游记2》、《奔跑吧 (第十季至今)》、《开始推理吧》等文化真人秀节目，并在《唱给世界听》、《创造营2021》、《舞台2023》等音乐类节目中担任导师。周深参加了《2021年中央广播电视总台春节联欢晚会》等各种晚会，及多个电影节晚会。此外，周深还曾在音乐网剧和舞台剧中客串出演自己，并且参加过多个电台广播节目。

## 2025年

### 已播节目及歌曲
| 时间 2025年        | 节目                                                            | 角色                          | 演唱歌曲及其它内容 | 备注                        |
| 4月25日 - 7月18日  | 浙江卫视《奔跑吧 (第十三季)》                                   | 常驻嘉宾，兄弟团成员          | EP01上：大象时光机 EP01下：大象时光机 EP02: 牛马变形记 EP04: 时间合伙人 EP05: 荔枝的诱惑 EP07: 真正的宝藏 EP08: 消失的ta EP09: “红美人”竞赛 EP10: “怎么可以吃鱼鱼” EP11: 冲鸭！冲鸭！ EP12: 新pd上任三把火 | [ 23 ] [ 24 ] [ 25 ] [ 26 ] |
| 6月17日            | 湖南卫视618开心夜                                               | 歌手                          | 《来啊》 《云裳羽衣曲》 | [ 30 ]                      |
| 6月10日            | 抖音仲夏毕业歌会                                                | 歌手                          | 《送别》 《我想你了》 | [ 34 ] [ 35 ]               |
| 6月7日             | IPSA直播                                                        | IPSA中国区品牌代言人          | 直播 | [ 37 ]                      |
| 6月5日             | 六五环境日国家主场活动                                          | 生态环境特邀观察员            | 出席活动并讲话 |                             |
| 6月2日             | 哔哩哔哩永远22毕业歌会                                          | 歌手/校园惊喜嘉宾             | 《月亮船》 《嗨！人间》 | [ 43 ] [ 44 ]               |
| 5月21日            | 电影时间之子首映礼                                              | 配音演员                      | 首映礼 |                             |
| 5月4日             | 抖音落日合唱派对                                                | 歌手                          | 直播 《月牙灣》 《起風了》 《小美滿》 《化身孤島的鯨》 | [ 55 ] [ 56 ]               |
| 5月4日             | 央视五四晚会                                                    | 歌手                          | 《追光在路上》 | [ 59 ] [ 60 ]               |
| 5月1日             | 常州第十届太湖湾音乐节                                          | 歌手                          | 《总有美好在路上》烟花BGM 《借过一下》 《若梦》 《嗨》 《云裳羽衣曲》 《小美满》 《有我》 《少管我》 《大鱼》                                                                                              | [ 61 ]                      |
| 5月1日             | 央视五一晚会                                                    | 歌手                          | 《好风起》 | [ 65 ]                      |
| 4月27日            | 第二十届中国电影华表奖                                          | 影音乐人/表演嘉宾             | 《敬时光》 | [ 70 ]                      |
| 4月26日            | 第15届北京国际电影节闭幕式                                      | 表演嘉宾                      | 《我只在乎你》 | [ 75 ] [ 76 ]               |
| 4月19日            | 第17届咪咕汇音乐盛典                                            | 歌手                          | 获奖 年度最佳男歌手 年度最受欢迎男歌手 年度十大金曲《小美满》 现场演唱 《光亮》 《少管我》 《小美满》 | [ 81 ]                      |
| 3月28日            | 东方卫视2025电视剧品质盛典                                      | 歌手                          | 获奖： 年度品质金声 现场演唱 《风吹过的晨曦》 | [ 86 ]                      |
| 3月22日            | IPSA茵芙莎直播                                                  | IPSA中国区品牌代言人          | 直播 | [ 88 ]                      |
| 2月12日            | 2025中央广播电视总台元宵晚会                                    | 歌手                          | 《有山有海有你》 | [ 90 ]                      |
| 2月12日            | 2025湖南卫视芒果TV元宵喜乐会                                    | 歌手                          | 《好风起》 | [ 92 ]                      |
| 2月6日             | 中国常驻联合国教科文组织代表团x河南卫视《我们的春节》中国新春会 | 歌手                          | 《光亮》 | [ 94 ]                      |
| 1月29日            | 北京卫视2025春节联欢晚会                                        | 歌手                          | 《她说，老啦》 | [ 96 ]                      |
| 1月29日            | 东方卫视2025春节联欢晚会                                        | 歌手                          | 《Wala li longla》 《总有美好在路上》 互动+唢呐版《大鱼》 | [ 100 ]                     |
| 1月29日            | CMG中央广播电视总台第三届中国电视剧年度盛典                     | 歌手                          | 获奖： 年度影视金曲《借过一下》 现场演唱 《借过一下》 | [ 104 ]                     |
| 1月29日            | CCTV-3《新春喜剧之夜》                                          | 歌手 相声演员                 | 与孟鹤堂、周九良表演相声《拜师学艺》 合唱《好春光》 | [ 108 ] [ 109 ]             |
| 1月29日            | 中国文联“百花迎春”中国文学艺术界2025春节大联欢                  | 歌手                          | 《人是_》 | [ 111 ]                     |
| 1月28日            | 2025年中央广播电视总台春节联欢晚会                              | 歌手                          | 与秘鲁男高音胡安.迭戈.弗洛雷兹合作《山鹰和兰花花》 | [ 115 ]                     |
| 1月26日            | 河南卫视2025春节联欢晚会                                        | 歌手                          | 《麦田里的摇滚》 共唱《我的祖国》 | [ 119 ]                     |
| 1月26日            | 新华社与王者荣耀联合出品蛇年新春贺岁片《愿望里面有小王》        | 王者荣耀品牌代言人 蛇年愿望官 | 由龙年愿望官杨幂与蛇年愿望官周深，艾伦Allen，峡谷点子王沈腾主演 |                             |
| 1月24日            | 中国广电“和合之家”2025中国网络视听盛典                          | 歌手                          | 《Wala li longla》 | [ 122 ] [ 123 ]             |
| 1月17日            | 王者荣耀蛇年春节版本直播                                        | 王者荣耀品牌代言人            | 直播+游戏+互动 |                             |
| 1月11日            | 2024微博之夜                                                    | 歌手                          | 获奖： 年度内地歌手 现场演唱： 《浮光》 | [ 127 ]                     |
| 11月23日 - 1月11日 | 浙江卫视《奔跑吧·茶马古道篇》                                   | 常驻嘉宾                      | 因行程原因缺席第一到第五期 第六期：赴约 第七期：星光不问赶路人（上） 第八期：星光不问赶路人（上） | [ 131 ] [ 132 ]             |
| 1月5日             | 浙江卫视「2024美好中国新歌会·腾讯音乐榜样年度荣誉之夜」         | 歌手                          | 获奖： 年度歌手 年度专辑《反深代词》 年度歌曲《小美满》 现场演唱： 《请我不改》 | [ 137 ]                     |
| 1月4日             | 2024腾讯视频星光大赏                                            | 歌手                          | 获奖： 年度歌手 现场演唱： 《借过一下》 | [ 141 ]                     |
| 1月1日             | CCTV-3《开门迎春晚》                                            | 歌手                          | 《健康到到令》 《花开忘忧》 现场学习蒙古语演唱《吉祥三宝》片段 | [ 144 ]                     |
| 1月1日             | 中央广播电视总台「扬帆远航大湾区——2025新年音乐会」              | 歌手                          | 与吕思清合作同愿组曲《祝福》《心同此愿》 | [ 146 ]                     |

## 2024年
| 时间 2024年                   | 节目                                                                   | 角色                     | 演唱歌曲及其它内容 | 备注 |
| 12月31日                      | 更好2025江苏卫视跨年演唱会                                             | 歌手                     | 《雨蝶》 《沉默的羔羊》 《请我不改》 | [ 150 ] |
| 12月31日                      | 启航2025——中央广播电视总台跨年晚会                                     | 歌手                     | 《小美满》 | [ 152 ] |
| 12月31日                      | 北京卫视跨年之夜——我为民谣而来                                         | 歌手                     | 与齐豫合唱《欢颜》 《嗨》 | [ 155 ] |
| 12月31日                      | 2024最美的夜bilibili跨年晚会                                           | 歌手                     | 《Fire》 《虚构》 | [ 158 ] |
| 12月25日                      | 2024腾讯娱乐年度盛典                                                   | 歌手                     | 获奖： 腾讯娱乐白皮书年度歌手 腾讯音乐榜最佳表现歌手 | [ 160 ] |
| 12月17日                      | 2024汽水音乐 & 抖音看见音乐计划·年度盛典                               | 歌手                     | 获奖： 年度男歌手 年度十大金曲，当代金曲《小美满》 当代金曲《春雪》 现场演唱： 《小美满》 | [ 164 ] |
| 12月12日                      | 迪士尼动画电影《獅子王：木法沙传奇》中国首映礼                         | 沙祖中文配音者           | 直播 | [ 166 ] |
| 12月4日                       | 《十年·拾光》老中青三代文艺工作者感悟“深扎”路                          | 歌手、受访嘉宾           | 新华社《十年·拾光》系列报道 | [ 168 ] |
| 11月16日                      | 2024年王者荣耀KPL年度总决赛                                            | 品牌代言人、特邀表演嘉宾 | 开场秀：《看见我》 中场秀：《起风了》《我以渺小爱你》《少管我》 | [ 173 ] |
| 11月5日                       | 微博视界大会                                                           | 歌手                     | 《借过一下》 | |
| 10月27日                      | 多平台直播王者荣耀共创之夜                                             | 品牌代言人、歌手         | 《奇迹时刻》 《一路生花》 | [ 178 ] [ 179 ] |
| 8月11日 - 10月27日            | 江苏卫视《音乐缘计划》                                                 | 歌手                     | 《沉默的羔羊》獲選第一期最具潛力歌曲 《只字不提》 《颠倒之间》獲選第二期最具潛力歌曲 《等你》 《只与我有关联》 《MINE》獲選第六期最具潛力歌曲 《忘了我》 《蜂》 《荒芜之地》獲選第八期最具潛力歌曲 与薛之谦合唱《只字不提》 与周笔畅合唱《孤独音乐家》 | [ 198 ] [ 199 ] [ 200 ] [ 201 ] [ 202 ] [ 203 ]                                                                                 |
| 10月20日                      | 第32届中国电视金鹰奖颁奖晚会                                           | 嘉賓                     | 《心同此愿》 | [ 207 ] |
| 10月19日                      | 第四届粤港澳大湾区文化艺术节开幕节目《声音河流》（多家电台及网络直播） | 特別嘉賓                 | 与谭盾指挥的多个大型交响乐团合作表演： 《声音河流》主題曲《虽然我看不见，但我听得到》 《月光爱人》 | [ 209 ] [ 210 ] [ 211 ] [ 212 ] [ 213 ] [ 214 ]                                                                                 |
| 10月17日                      | VOGUE时尚之力盛会                                                      | 嘉賓                     | 走秀 《大鱼》 《少管我》 | [ 218 ] [ 219 ] |
| 10月12日                      | 北京卫视2024《抖音美好奇妙夜》                                         | 歌手                     | 《蜃楼》 《起风了》 | [ 224 ] [ 225 ] |
| 9月29日                       | 新浪微博周深生日直播                                                   | 歌手                     | 4.5个小时大约60首歌 | [ 226 ] [ 227 ] |
| 9月25日                       | 微博音乐盛典                                                           | 歌手                     | 获奖：年度内地男歌手 演唱《少管我》 | [ 233 ] |
| 9月17日                       | 央视2024中秋晚会                                                       | 歌手                     | 有两个节目: 1.《梁祝》，由法国钢琴家理查·克萊德曼等人伴奏，庆祝中法建交60周年的重要节目 2.《向光而行》，与澳门蔡高中学合唱团合唱，庆祝澳门回归25周年的重要节目 | [ 240 ] [ 241 ] [ 242 ] [ 243 ]                                                                                                 |
| 9月17日                       | 湖南卫视2024中秋晚会                                                   | 歌手                     | 《嗨》 | [ 245 ] |
| 9月16日                       | 北京卫视2024“居庸山月”中秋晚会（直播）                                 | 歌手                     | 《浮光》 | [ 248 ] [ 249 ] |
| 9月16日                       | 河南卫视2024中秋奇妙游                                                 | 歌手                     | 《少管我》 | [ 254 ] [ 255 ] |
| 8月26日                       | 东方卫视第31届《东方风云榜》                                           | 歌手                     | 获奖： - 最佳男歌手 - 十大金曲《时间之海》 - 最佳舞台《人是_》 现场演唱： - 《少管我》 - 《小美满》 | [ 262 ] [ 263 ] |
| 8月18日                       | 央視《汽车之家818-众志见未来》                                         | 歌手                     | 《璀璨冒险人》 | |
| 8月17日                       | CCTV-1《非遗里的中国》                                                 | 歌手                     | 路透 官宣 | |
| 8月17日                       | CCTV-3《乐在旅途 (第二季)》                                            | 歌手                     | 路透 官宣 | |
| 8月10日                       | 央视七夕晚会                                                           | 歌手                     | 《红星闪闪亮》 | [ 271 ] |
| 8月4日                        | CCTV-6第37届大众电影百花奖                                             | 歌手                     | 红毯 《解密》 | |
| 7月21日                       | 第五届腾讯音乐娱乐盛典                                                 | 歌手                     | 获奖： 年度男歌手 年度最具影响力全能歌手 腾讯音乐由你榜 - 年度霸榜歌曲《花开忘忧》 年度十大金曲《铃芽之旅》 压轴演唱： 《小美满》 《警报》 《人是_》 《少管我》 《璀璨冒险人》 | [ 283 ] [ 284 ] [ 285 ] [ 286 ] [ 287 ]                                                                                         |
| 4月19日 - 7月12日             | 浙江卫视《奔跑吧 (第十二季)》                                          | 常驻嘉宾、 兄弟团成员    | 0.#周深一秒过圈# 1.#周深边跑边唱山歌好稳# 2.#周深二专上线粉丝合唱大鱼# 3.#奔跑吧全员给周深演唱会打call# 7.#周深下期回归奔跑吧# 8.独唱《少管我》、与沙溢、容祖儿以及AI共同创作并表演《到东北，我安排》 9.周深秒猜魑魅魍魉 10.周深哪里跌倒哪里再跌倒 11.周深说历史总是惊人相似 12.周深布达佩斯街头唱美声 | [ 303 ] [ 304 ] [ 305 ] [ 306 ] [ 307 ] [ 308 ] [ 309 ] [ 310 ] [ 311 ] [ 312 ] [ 313 ]                                         |
| 6月17日                       | 东方卫视《影视音乐盛典》                                               | 歌手                     | 获奖： 年度歌手 年度电影金曲《小美满》 时代难忘电影金曲《人是_》 时代难忘电视剧金曲《和光同尘》 现场演唱《借过一下》《小美满》 | [ 319 ] [ 320 ] |
| 6月10日                       | 抖音仲夏毕业歌会                                                       | 歌手                     | 《小美满》 《少管我》 | [ 322 ] [ 323 ] |
| 6月9日                        | 永远22！2024bilibili毕业歌会                                           | 歌手                     | 《少管我》 《去明天》 | [ 326 ] [ 327 ] |
| 5月4日                        | CCTV-1《五四青年节特别节目》                                           | 歌手                     | 五四演讲 《追赶春天的人》 用贵阳话背诵化学元素周期表 | [ 331 ] |
| 5月3日                        | 太湖湾音乐节                                                           | 歌手                     | 《春雪》 《芽》 《璀璨冒险人》 《若梦》 《望》 《小美满》 《奇迹时刻》 《大鱼》 | [ 335 ] [ 336 ] [ 337 ] |
| 5月1日                        | CCTV-1《2024五一国际劳动节“心连心”特别节目》                           | 歌手                     | 《征途》 | [ 339 ] |
| 4月26日                       | 第十四届《北京国际电影节》闭幕式颁奖典礼                               | 歌手                     | 《望》 | [ 341 ] [ 342 ] |
| 4月18日                       | UN Web TV 联合国总部大楼第15个联合国中文日交流庆祝活动                 | 歌手                     | 全程 演讲 《大鱼》 《和平颂》 《等着我》 联合国新闻中心专访 美国中文电视专访 中国中央电视台专访 凤凰卫视专访 CGTN美国专访 新华社专访 China Daily专访 时尚COSMO专访 | [ 361 ] [ 362 ] |
| 4月12日                       | CCTV-6《2023-2024年度中国电影大数据暨电影频道M榜荣誉之夜》             | 歌手                     | 获奖：年度电影歌曲《小美满》 现场演出《小美满》 | [ 365 ] |
| 2月28日                       | 汤臣倍健女神节（3月8日）特别作品                                       | 联合制片人               | 作品 制片人是周深在歌手、综艺MC、音乐制作人之后担任的第四个身份 | |
| 2月26日                       | 多平台王者荣耀2024全明星新春嘉年华                                     | 王者荣耀品牌代言人       | 多视角直播全程 | [ 369 ] |
| 2月24日                       | 中央广播电视总台元宵晚会                                               | 歌手                     | 开场大合唱《春风伴你乐元宵》 独唱《万物温柔相依》 | [ 373 ] [ 374 ] [ 375 ] |
| 2月24日                       | 湖南卫视元宵喜乐会                                                     | 歌手                     | 《小美满》 《璀璨冒险人》 | [ 379 ] [ 380 ] |
| 2023年12月2日 - 2024年2月17日 | 湖南卫视《声生不息·家年华》                                            | 歌手                     | 1. 独唱《跟着你到天边》 2. 与黄绮珊合唱《岁月》 3. 与宋亚轩合唱《桃花诺》 4. 与汪苏泷合唱《爱的供养》 5. 与陈楚生合唱《凄美地》 6. 与王心凌合唱《睫毛彎彎》 7. 与陈楚生合唱《逆光》 8. 与孙楠合唱《相见不如怀念》 9. 与谭维维合唱新歌《听》 10. 《易燃易爆炸》 11. 与郁可唯合唱《异乡人》 - 人民日报新春家年华音乐会上，独唱《浮光》 12.与古巨基合唱《淚橋》 在金曲盛典共获得三个奖项： - 创新突破奖 - 微博网友挚爱合作金曲《桃花诺》 - 微博网友挚爱合作金曲《听》 | [ 395 ] [ 396 ] [ 397 ] [ 398 ] [ 399 ] [ 400 ] [ 401 ] [ 402 ] [ 403 ] [ 404 ] [ 405 ] [ 406 ] [ 407 ] [ 408 ] [ 409 ] [ 410 ] |
| 2月10日                       | 中国文联2024“百花迎春”春节联欢晚会                                     | 歌手                     | 与林永健合作演出《繁花依旧》 | [ 412 ] |
| 2月10日                       | 东方卫视2024春节联欢晚会                                               | 歌手                     | 《我以渺小爱你》 | [ 415 ] [ 416 ] |
| 2月10日                       | 北京卫视2024春节联欢晚会                                               | 歌手                     | 与天使童声合唱团合唱《让世界充满爱》，实时收视率登顶卫视收视榜 | [ 419 ] [ 420 ] |
| 2月9日                        | 2024年中央广播电视总台春节联欢晚会                                     | 歌手                     | - 独唱《健康到到令》，由撒贝宁穿插独白，大熊猫“花花”虚拟形象、河南少林塔沟武术学校等群演伴舞 - 为舞蹈《锦鲤》背景音乐《大鱼》新吟唱 - 大合唱《难忘今宵》 | [ 430 ] [ 431 ] [ 432 ] [ 433 ] [ 434 ]                                                                                         |
| 2月7日                        | 河南卫视2024春节联欢晚会                                               | 歌手                     | 《若思念便思念》 | [ 437 ] [ 438 ] |
| 2月5日                        | 新华社秀我中国与王者荣耀联合出品“王者荣耀一聚成龙”主题片《守路的人》   | 王者荣耀品牌代言人       | 由杨幂与周深主演 《生活总该迎着光亮》 | [ 440 ] [ 441 ] |
| 2月3日                        | 中国广电“同心向未来”2024网路视听年度盛典                               | 歌手                     | 《身边》 | [ 443 ] [ 444 ] [ 445 ] |
| 1月29日                       | 腾讯2024新年晚会                                                       | 嘉宾                     | 《光亮》《璀璨冒险人》《大鱼》 | |
| 1月23日                       | 多平台腾讯音乐榜2023年度榜单特别节目                                   | 访谈嘉宾                 | 获得腾讯音乐榜年度歌手、腾讯音乐由你榜年度歌手等二十多个奖项 | [ 447 ] |
| 1月13日                       | 2023微博之夜                                                           | 歌手                     | 获奖：微博年度受欢迎歌手 与郎朗合作演出《繁星璀璨的天空》《茉莉花》 微博之夜大合影 | [ 451 ] [ 452 ] |
| 1月6日                        | 浙江卫视“2023年度面孔”揭晓人                                           | 青年歌手                 | 揭晓 | |
| 1月1日                        | 中央广播电视总台扬帆远航大湾区2024新年音乐会                           | 歌手                     | 《人间星河》 | [ 455 ] |
| 1月1日                        | 微博开新年品牌宣传片                                                   | 配音                     | 念白 | |

## 2023年
| 时间 2023年                   | 节目                                                                       | 角色                  | 演唱歌曲及其它内容 | 备注 |
| 12月31日                      | 江蘇衛視 "更好2024" 跨年晚会                                               | 歌手                  | 《化身孤岛的鲸》 《Heart Of Peace》 《璀璨冒险人》 | [ 462 ] [ 463 ] [ 464 ] |
| 12月31日                      | 北京衛視跨年晚会                                                           | 歌手                  | 与安达组合合唱《乌兰巴托的夜》 《若梦》 《音乐学堂》 | [ 470 ] [ 471 ] |
| 12月31日                      | bilibili“最美的夜”跨年晚会                                                 | 歌手                  | 《Unstoppable》 《浮光》 《千灯之约》 | [ 478 ] [ 479 ] [ 480 ] [ 481 ] |
| 12月31日                      | “启航2024”中央广播电视总台跨年晚会                                         | 歌手                  | 《灯火里的中国》 | [ 484 ] [ 485 ] |
| 11月18日 - 12月30日           | 浙江卫视《奔跑吧·生态篇》                                                  | 常驻成员              | 1. 周深玩跷跷板玩到飞起来了 2. 周深 手速的王 3. 周深风一样的男子 4. 周深找孟子义嘴巴急出尖叫 5. 周深说奔跑吧比音综费嗓子 6. 周深的痣一颗也不能少 7. 终于又听到周深唱大鱼了 8. 周深的回忆指南 | [ 494 ] [ 495 ] [ 496 ] [ 497 ] [ 498 ] [ 499 ] [ 500 ] [ 501 ] [ 502 ]                                                                 |
| 12月28日                      | 抖音美好惊喜夜                                                             | 歌手                  | 《冬天的秘密》 《借梦》 《风的季节》 | [ 503 ] [ 504 ] [ 505 ] |
| 12月17日                      | 2023腾讯视频星光大赏                                                       | 歌手                  | 获奖： 年度最具影响力歌手 《璀璨冒险人》 | [ 508 ] [ 509 ] |
| 12月14日                      | 2023腾讯娱乐年度盛典                                                       | 歌手                  | 获奖： 娱乐白皮书年度男歌手 腾讯音乐榜最佳表现歌手 | |
| 11月19日                      | 广州《超级草莓音乐节》                                                     | 歌手                  | 《霓虹甜心》(与马赛克乐队合唱) 《浮游》 《化身孤岛的鲸》 《望》 《若梦》 《达拉崩吧》 《大鱼》 《敢爱敢做》 | [ 512 ] [ 513 ] [ 514 ] [ 515 ] |
| 11月17日                      | 迪士尼动画百年庆典暨迪士尼电影《星愿》中国首映礼直播                       | 歌手 迪士尼好友       | 《奇遇乐章》的后半段 | [ 517 ] [ 518 ] |
| 11月10日                      | 湖南卫视《天猫双11惊喜夜》                                                 | 歌手                  | 《时间之海》 《梦中人》 | [ 521 ] [ 522 ] |
| 11月4日                       | 第36届中国电影金鸡奖闭幕式                                                 | 歌手                  | 《人是_》 | [ 524 ] |
| 10月28日                      | 腾讯视频《王者荣耀周年庆 - 2023共创之夜》                                  | 歌手 王者荣耀快乐大使 | 《时光组曲》（很高兴遇见你等王者荣耀6首主题曲串烧） 《梦奇Monki》 大合唱《千灯之约》 | [ 528 ] |
| 10月15日                      | 北京卫视《抖音美好奇妙夜》                                                 | 歌手                  | 与钢琴家吴牧野合作《Golden Hour (歌曲)》 压轴独唱《好好生活就是美好生活》 | [ 531 ] [ 532 ] |
| 10月9日                       | 央视《中国民歌盛典》                                                       | 歌手                  | 《谷雨天》 | [ 535 ] [ 536 ] |
| 9月30日 10月7日               | CCTV-3《你好生活》第四季第11-12期                                          | 飞行嘉宾              | 京剧《铡美案》片段 《大鱼》片段 打鼓尝试 《化身孤岛的鲸》与《兰亭序》 | [ 541 ] [ 542 ] |
| 10月1日                       | 常州第七届太湖湾音乐节                                                     | 歌手                  | 1. 《浮游》 2. 《触不可及》 3. 《化身孤岛的鲸》 4. 《若梦》 5. 《时结》 6. 《望》 7. 《花开忘忧》 8. 《灯火里的中国》 9. 《大鱼》 | [ 543 ] [ 544 ] [ 545 ] |
| 10月1日                       | CCTV-1国庆晚会                                                             | 歌手                  | 《望》 | [ 547 ] [ 548 ] |
| 7月29日 - 9月30日             | 腾讯视频《舞台2023》                                                       | 常驻嘉宾 舞台推荐人   | 路透 发布会片段 打样舞台《人是＿》 与朴載範合唱《Yesterday》 与王嘉尔、Ella、黄绮珊及众舞台歌手合唱《自己》 | [ 556 ] |
| 9月29日                       | 微博生日直播                                                               | 歌手                  | 直播内容 | [ 558 ] |
| 9月29日                       | 中央广播电视总台中秋晚会                                                   | 歌手                  | 《光亮》 | [ 561 ] [ 562 ] |
| 9月28日                       | 河南卫视《中秋奇妙游》                                                     | 歌手                  | 《大鱼》 | [ 565 ] [ 562 ] |
| 9月25日 (9月27日)             | CCTV-3电影《志愿军：雄兵出击》首映式                                       | 歌手                  | 9月25日全网直播，9月27日CCTV-3上星播出 《繁花依旧》 | [ 567 ] |
| 9月26日                       | 微博音乐盛典                                                               | 歌手                  | 获奖：年度内地男歌手 《花开忘忧》 | [ 571 ] |
| 9月23日                       | JJ20世界巡迴演唱會                                                         | 嘉宾                  | 与林俊傑合唱《裹着心的光》和《大鱼》 | [ 573 ] |
| 9月17日                       | 中央广播电视总台《2023太湖美音乐会》                                       | 歌手                  | 《太湖美》 | [ 575 ] [ 576 ] |
| 9月16日                       | 湖南卫视《第二届湖南旅游发展大会开幕式》                                   | 歌手                  | 《人间星河》 | [ 578 ] |
| 8月28日                       | 东方卫视第30届东方风云榜音乐盛典                                           | 歌手                  | 获奖： 最佳男歌手 十大金曲《花开忘忧》 演出：《花开忘忧》 | [ 581 ] [ 582 ] [ 583 ] |
| 8月22日                       | CCTV-1、CCTV-3央视七夕晚会                                                 | 歌手                  | 《人间星河》 | [ 585 ] |
| 8月19日                       | 深深感谢你-周深2023演唱会感谢专场 北京凯迪拉克中心                         | 歌手                  | 1. 《缘起》 2. 《Tik Tok》 3. 《化身孤岛的鲸》 4. 《Let It Go》 5. 《欢颜》 6. 《玫瑰与小鹿》 7. 《大鱼》 8. 《可它爱着这个世界》 9. 《梅香如故》 10. 《若梦》 11. 《触不可及》 12. 《像鸟儿一样》 13. 《望》 14. 《起风了》 15. 《达拉崩吧》 16. 《天堂岛之歌》 17. 《悬崖之上》 18. 《光亮》 19. 《时结》 20. 《花开忘忧》 21. 《人是＿》 22. 《不想睡》 23. 《以光相赴（粉丝应援曲）》 24. 《我只在乎你》 | [ 586 ] [ 587 ] [ 588 ] [ 589 ] |
| 8月18日                       | 腾讯视频《超级818汽车狂欢夜》                                              | 歌手                  | 路透 《铃芽之旅》 《人是_》 | [ 595 ] |
| 8月13日                       | 广东卫视《飞越广东·高质量发展》                                            | 飞行嘉宾              | 第五期《南沙，湾区之心》节选 | [ 597 ] [ 598 ] |
| 4月14日 - 7月21日             | 浙江卫视《奔跑吧 (第十一季)》                                              | 常驻嘉宾              | 0. 先导片 1. 城市追击战、周深愤怒的小鸟 2. 底牌：撕名牌 + 真人卡牌游戏 3. 镜中怪谈：镜中人 4. 青春歌会 5. 贵阳记忆：回到家乡 6. 驛館秘事：扮演侍卫 7. 破風逐夢：什么队 8. 天姥奇譚：撕名牌逆袭 9. 好梦竞赛：热情打招呼 10. 人参争夺战：泥潭好滑溜 11. 家族荣耀 12. 加入我們吧數學社 | [ 604 ] [ 605 ] [ 606 ] [ 607 ] [ 608 ] [ 609 ] [ 610 ] [ 611 ] [ 612 ] [ 613 ] [ 614 ] [ 615 ] [ 616 ] [ 617 ] [ 618 ]                 |
| 7月17日                       | “2023中国网络文明大会”网络文明之夜文艺演出                                 | 歌手                  | 《梦想的远征》 | [ 620 ] |
| 7月12日                       | 微博毕业派对                                                               | 毕业陪伴官            | | [ 621 ] [ 622 ] |
| 7月8日                        | TMEA 4th 騰訊音樂娛樂盛典                                                  | 歌手                  | 获奖： 年度最具影响力内地男歌手 年度最高连冠歌曲《花开忘忧》 现场演唱了歌曲《璀璨冒险人》 | [ 627 ] |
| 6月29日                       | 2023大湾区电影音乐晚会                                                     | 歌手                  | 《湾》 | [ 631 ] [ 632 ] |
| 6月27日 （7月1日播出）        | 《追寻·不忘初心——新时代经典作品音乐会》 国家大剧院音乐厅、央视网           | 歌手                  | 《灯火里的中国》，由交响乐团伴奏 | [ 635 ] [ 636 ] |
| 6月26日                       | bilibili14周年庆                                                           | 歌手                  | 《生活总该迎着光亮》 与美依礼芽合唱《secret base~君がくれたもの~》（未闻花名） 送了高达1.4米的蛋糕为B站庆生 | [ 640 ] |
| 6月23日                       | 第28届上海电视节白玉兰奖颁奖典礼                                           | 特邀嘉宾              | 红毯 与廖昌永合唱《温暖如光》（《花儿一唱天下春》《和光同尘》《人世间》等歌曲串烧） | [ 644 ] [ 645 ] |
| 6月22日                       | 青岛凤凰音乐节                                                             | 歌手                  | 主办方报道 《铃芽之旅》 《Heart Of Peace》 《触不可及》 《时结》 《望》 《化身孤岛的鲸》 《若梦》 《璀璨冒险人》 《大鱼》 | [ 649 ] [ 650 ] |
| 6月19日                       | 央视网×QQ音乐“我们的毕业歌”成都欢乐谷毕业季专场歌会                        | 歌手                  | 《若梦》 《璀璨冒险人》 | [ 652 ] |
| 6月1日                        | 爱奇艺《种地吧》                                                           | 飞行嘉宾              | 聊天、虾塘、狗乐园 | [ 656 ] |
| 5月31日                       | 京东20周年庆典《晚八点歌会》                                               | 歌手                  | 《璀璨冒险人》 《美美》 | [ 659 ] [ 660 ] |
| 5月27日                       | 湖南卫视《你好星期六》                                                     | 歌手                  | 《璀璨冒险人》 官方cut | [ 663 ] |
| 5月23日                       | CCTV-6第18届第19届中国电影华表奖颁奖典礼                                   | 歌手                  | 官宣、采访、红毯 《明天的世界更美好》（与容祖儿合唱） | [ 668 ] |
| 5月5日                        | QQ音乐与王者荣耀「听见·国乐」音乐会--五五朋友节专场                        | 歌手 王者荣耀快乐大使 | 节目单 《微光海洋》 《时结》 《祈愿山海》 | [ 673 ] [ 674 ] [ 675 ] |
| 5月2日                        | 上海魔都制躁音乐节                                                         | 歌手                  | 《铃芽之旅》 《Rubia》 《觸不可及》 《化身孤島的鯨》 《若夢》 《望》 《花開忘憂》 《不想睡》 《人是_》 《大鱼》 全程 | [ 687 ] [ 688 ] [ 689 ] [ 690 ] [ 691 ] [ 692 ]                                                                                         |
| 5月1日                        | 央视五一晚会                                                               | 歌手                  | 《向光而行》 | [ 694 ] |
| 4月28日 （4月29日播出）       | 北京卫视《第十三届北京国际电影节闭幕式》                                   | 歌手                  | 红毯、采访、颁奖嘉宾 《光亮》 | [ 700 ] [ 701 ] [ 702 ] [ 703 ] |
| 4月9日                        | CCTV-6《电影频道暨中国电影大数据盛典》                                     | 歌手                  | 获奖：年度杰出电影音乐人 《明天的世界更美好》 | [ 708 ] [ 709 ] [ 710 ] |
| 3月25日                       | 2022微博之夜                                                               | 歌手                  | 年度向上时刻见证官 《和光同尘》，临近结尾处采用了不同的演唱方式 获奖：微博年度男歌手 合影仪式 | [ 720 ] |
| 3月17日                       | CCTV-1、CCTV-3《2023扬帆远航大湾区音乐会》                                 | 歌手                  | 新歌《同心圆》 | [ 723 ] |
| 3月17日                       | 电影《铃芽之旅》北京大学首映礼                                             | 歌手                  | 《铃芽之旅》 与导演新海诚和草太郎（男主角，栖身于一只三条腿的椅子）互动 | [ 726 ] [ 727 ] [ 728 ] |
| 3月16日                       | 多平台《“大地回声”——中国文联文艺助力乡村振兴原创歌曲专场演出》             | 文艺志愿者            | 新歌《绽放的笑容》 | [ 730 ] [ 731 ] |
| 3月8日                        | 多平台《京东晚八点--谷建芬音乐会》                                         | 歌手                  | 《卧龙吟》 《歌声与微笑》（feat. 新英才合唱团） 《年轻的朋友来相会》（大合唱） | [ 735 ] |
| 2022年12月9日 - 2023年2月24日 | 湖南卫视《时光音乐会2》                                                    | 歌手 常驻嘉宾         | 第一期：《光亮》 第二期：与劉畊宏合唱《回到过去》 第三期：《欢乐中国年》 第四期：《听见下雨的声音》 第五期：《Andy》 第六期：《花火》 第七期：《好春光》 第八期：《月光》 第九期：周深担任庄主，演唱《人是_》 谭盾说周深靠音乐修行未来 第十期：《家後》 第十一期：《水姻缘》 第十二期：《大鱼》，说这是对自己意义特别大的一首歌曲，并在结尾采用了新的吟唱方式 周深获得“年度时光团宠”奖状。                   | [ 752 ] [ 753 ] [ 754 ] [ 755 ] [ 756 ] [ 757 ] [ 758 ] [ 759 ] [ 760 ] [ 761 ] [ 762 ] [ 763 ] [ 764 ] [ 765 ] [ 766 ] [ 767 ] [ 768 ] |
| 2月5日                        | 中央广播电视总台2023年元宵晚会                                             | 歌手                  | 与毛不易合唱《家乡人》 围观魔术《团团圆圆》 | [ 771 ] |
| 2月4日                        | 人民日报、湖南卫视、芒果TV 《时光音乐会2》立春特别直播《来听春天的音乐会》 | 歌手                  | 《光亮》 | [ 774 ] |
| 1月28日                       | CCTV-6《中国电影报道》                                                     | 嘉宾                  | 特别节目 | [ 776 ] |
| 1月24日                       | 多平台《2023网络视听年度盛典》                                             | 歌手                  | 《向光而行》 | [ 779 ] |
| 1月22日                       | 湖南卫视“四海同春”2023全球华侨华人春节大联欢                               | 歌手                  | 《望》+《故乡的云》 | [ 782 ] [ 783 ] |
| 1月22日                       | 东方卫视“春满东方”2023春节晚会                                             | 歌手                  | 《人间星河》 | [ 785 ] |
| 1月22日                       | 多家卫视《中国文联“百花迎春”2023春节大联欢》                               | 歌手                  | 与阎维文共同领唱《我的祖国》 | [ 787 ] [ 788 ] |
| 1月22日                       | CCTV-13《面对面》                                                          | 嘉宾                  | 周深专访 | [ 791 ] |
| 1月21日                       | 2023年中央广播电视总台春节联欢晚会                                         | 歌手                  | 《花开忘忧》 | [ 793 ] [ 794 ] [ 795 ] [ 796 ] |
| 1月18日                       | 2022微博音乐盛典                                                           | 歌手                  | 红毯 《美美》 获奖：年度杰出歌手 | [ 803 ] [ 804 ] |

## 2010年代
- 节目

| 年份 | 节目及角色 | 备注                |
| 2019 | - 贵州卫视春节联欢晚会，歌手 - 优酷《这就是原创》，原创助力嘉宾 - 爱奇艺《唱给世界听》，导师 - 酷狗《in雄联盟》，队长 - CCTV-15《全球中文音乐榜上榜》，歌手 - 湖南卫视《时光的旋律》第二季《为祖国歌唱》，歌手 - 优酷《一起乐队吧》，帮唱嘉宾 - 浙江卫视《2019中国好声音》，表演嘉宾 - CCTV-3第二届海南岛国际电影节开幕式晚会 - 东方卫视《中国梦之声·我们的歌》，新声歌手 - 广东卫视《劳动号子》，歌手 - 东方卫视跨年盛典，歌手 - bilibili新年晚会，歌手                                                                                       |                     |
| 2018 | - 水立方《仿佛秀》，歌手 - CCTV-3《2017世界动漫之夜》，歌手 - CCTV-3《直通春晚》，表演嘉宾 - 30家省会电视台同步播出《城市春晚》，歌手 - 中国国际教育电视台“同根同梦 全球华人春节联欢晚会”，歌手 - CCTV-15“2018中俄音乐嘉年华”，歌手 - 酷狗《in雄联盟》，队长 - CCTV-15《全球中文音乐榜上榜》，歌手 - CCTV-4 中文国际频道《中国文艺》，歌手 - CCTV-3《最佳时刻——2018世界杯燃情之夜》，歌手 - 爱奇艺《心动的味道·厨语》，嘉宾 - CCTV-15《一代芳华邓丽君》，歌手 - 湖南卫视《声入人心》，演唱成员 - 江苏卫视《蒙面唱将猜猜猜 (第三季)》，蒙面唱将 |                     |
| 2017 | - 北京卫视中国电视导演年度榜样盛典，歌手 - 河北卫视电影人春节晚会，歌手 - 愛奇藝 《衝吧！新歌聲》，嘉賓 - 中国国际教育电视台“同根同梦 全球华人春节联欢晚会”，歌手 - 贵州卫视春节联欢晚会，歌手 - 腾讯视频《我爱二次元》，队长 - 优酷第26届金鸡百花电影节提名表彰仪式，歌手 - 东方卫视《拜见小师傅》，向小师傅学艺的明星艺人 - LIVE直播《中国新歌声网络战队》，队长 - 浙江卫视《中国新歌声》2，帮唱嘉宾，与郭沁合唱《大鱼》 - 多平台《苏宁易购High购夜双十一晚会》，歌手 - CCTV-3《我要上春晚》，帮唱嘉宾                                       |                     |
| 2016 | - CCTV-3《直通春晚》，选手 - CCTV-3《过年七天乐》，歌手 - CCTV-15《全球中文音乐榜上榜》，歌手 - CCTV-6《第16届中国电影华表奖典礼》，歌手 - 优酷《挑战好声音》，作为好声音歌手接受素人挑战 - 优酷《新歌声情报局》，作为小二班成员与那英和别的成员互动 - 乐视视频《我要上蒙面》，猜评团成员 - 江苏卫视《蒙面唱将猜猜猜 (第一季)》，蒙面唱将 - 多平台《苏宁易购High购夜双十一晚会》，歌手 - 江苏卫视跨年晚会，歌手 |                     |
| 2015 | - CCTV-3《开门大吉》，歌手 - 北京卡酷少儿卫视春晚，歌手 - 30家省会电视台同步播出《城市春晚》，歌手 - 北京卫视春节联欢晚会，歌手 - CCTV-15《全球中文音樂榜上榜》，歌手 - CCTV-15《星光璀璨演唱会/国庆晚会》，歌手 - CCTV-15《民歌中國》，歌手 - 安徽卫视《中华百家姓》周姓专场，歌手、队长 - 浙江卫视《中国好声音 (第四季)》，欧洲站评委及表演嘉宾 - CCTV-3《我要上春晚》，选手 |                     |
| 2014 | - 腾讯视频《重返巅峰》，好声音学员 - 浙江卫视《中国好声音 (第三季)》，学员 | 超400万转身数创历史 |

- 演唱歌曲

包括直播和录播节目中现场演唱的歌曲，不包括已经罗列在发行的专辑、录音室单曲、影视歌曲和其他录音室歌曲列表中的歌曲。只记录首次公开正式演唱的时间。
| 发佈时间   | 歌曲                | 首次播出电视节目或网络平台                   | 期数       | 说明                          |
| 2019-12-31 | 永远常在            | bilibili新年晚会                             |            | 日语                          |
| 2019-12-31 | 深深深、红日等      | 东方卫视跨年盛典                             |            | 与李克勤合唱                  |
| 2019-12-06 | 南溪号子好美妙      | 广东卫视《劳动号子》                         | 第八期     |                               |
| 2019-10-07 | 我爱你中国          | 浙江卫视《2019中国好声音》                   | 第十五期   | 与崔佳莹合唱                  |
| 2019-09-21 | 彩色的黑            | 优酷《一起乐队吧》                           | 第六期     | 与彩色的黑乐队合作            |
| 2019-09-21 | 再见萤火虫          | 优酷《一起乐队吧》                           | 第六期     | 与All Star乐队合作            |
| 2019-09-16 | 我的祖国            | 湖南卫视《时光的旋律2》                      | 第一期     | 入藏中国国家图书馆            |
| 2019-06-13 | 忘记他              | 爱奇艺《唱给世界听》                         | 第八期     | 邓丽君的粤语歌曲              |
| 2019-05-11 | 怎么了              | 优酷《这！就是原创》                         | 第十期     | 与孟慧圆合唱                  |
| 2019-05-11 | 末日飞船            | 优酷《这！就是原创》                         | 第十期     | 与唐汉霄合唱                  |
| 2019-04-06 | 好的晚安            | 优酷《这！就是原创》                         | 第五期     |                               |
| 2019-02-03 | 好花红              | 贵州卫视春节联欢晚会                         |            | 贵州民歌                      |
| 2019-01-20 | 不说再见            | 环球动音                                     |            | 廖昌永+梅溪湖36子共同演唱     |
| 2019-01-11 | 孤独的牧羊人        | 湖南卫视《声入人心》                         | 第十一期   | 音乐剧中的歌曲，用英语演唱    |
| 2019-01-11 | 月弯弯              | 湖南卫视《声入人心》                         | 第十一期   | 与王晰合唱                    |
| 2019-01-04 | Over the Rainbow    | 湖南卫视《声入人心》                         | 第十期     | 与王晰、蔡尧合唱              |
| 2018-12-29 | Think Of Me         | 湖南卫视《声入人心》                         | 第九期     | 歌剧咏叹调，用英语演唱        |
| 2018-12-21 | 山楂树              | 湖南卫视《声入人心》                         | 第八期     | 与王晰、刘彬濠合唱            |
| 2018-12-14 | Memory              | 湖南卫视《声入人心》                         | 第七期     | 用英语和汉语演唱              |
| 2018-12-02 | 雪落下的声音        | 江苏卫视《蒙面唱将猜猜猜 (第三季)》          | 第七期     | 蒙面角色：宫廷背包客          |
| 2018-12-02 | 暗香                | 江苏卫视《蒙面唱将猜猜猜 (第三季)》          | 第七期     | 与于文文合唱                  |
| 2018-11-25 | 莫斯科郊外的晚上    | 江苏卫视《蒙面唱将猜猜猜 (第三季)》          | 第六期     | 与白雪合唱                    |
| 2018-11-09 | Time to Say Goodbye | 湖南卫视《声入人心》                         | 第二期     | 意大利语                      |
| 2018-10-05 | 又见炊烟            | CCTV15《一代芳华邓丽君》                     |            | 邓丽君歌曲                    |
| 2018-09-28 | 微风细雨            | CCTV15《一代芳华邓丽君》                     |            | 邓丽君歌曲                    |
| 2018-09-26 | 回娘家 + 大海啊故乡 | 最爱金曲榜音乐盛典                           |            | 回娘家和原唱朱明瑛同台        |
| 2018-08-18 | 爱上一个不回家的人  | CCTV15《全球中文音乐榜上榜》                 |            |                               |
| 2018-07-07 | 初恋的地方          | CCTV15《全球中文音乐榜上榜》                 |            | 邓丽君歌曲                    |
| 2018-04-21 | 我只在乎你          | CCTV15《全球中文音乐榜上榜》                 |            | 邓丽君歌曲                    |
| 2017-11-11 | 铡美案              | 东方卫视《拜见小师傅》                       | 第四期     | 京剧                          |
| 2017-10-28 | 大鱼（越剧版）      | 东方卫视《拜见小师傅》                       | 第二期     | 流行+越剧                     |
| 2017-10-08 | 从前慢              | 浙江卫视《中国新歌声 (第二季)》              | 第十五期   | 与叶炫清合唱                  |
| 2017-09-15 | 大鱼（合唱版）      | 浙江卫视《中国新歌声 (第二季)》              | 第十期     | 与郭沁合唱                    |
| 2017-08-09 | 小小                |                                              |            | 音乐网剧《少年有点酷2》成长曲 |
| 2017-07-14 | 牵丝戏              | 腾讯视频《我爱二次元》                       |            |                               |
| 2017-01-16 | 枉凝眉              | 北京卫视中国电视导演年度榜样盛典             |            | 与郑绪岚合唱                  |
| 2016-11-27 | 你要的爱            | 江苏卫视《蒙面唱将猜猜猜 (第一季)》          | 第十一期   | 与李琦合唱                    |
| 2016-10-23 | 身骑白马            | 江苏卫视《蒙面唱将猜猜猜 (第一季)》          | 第六期     |                               |
| 2016-10-23 | 我真的受伤了        | 江苏卫视《蒙面唱将猜猜猜 (第一季)》          | 第六期     | 与侧田合唱                    |
| 2016-10-16 | 我是真的爱你        | 江苏卫视《蒙面唱将猜猜猜 (第一季)》          | 第五期     | 蒙面角色：我可不是什么幺蛾子  |
| 2016-10-16 | 她说                | 江苏卫视《蒙面唱将猜猜猜 (第一季)》          | 第五期     | 与杨丞琳合唱                  |
| 2016-09-22 | 好男人              | 优酷《挑战好声音》                           |            | 改编成音乐剧型式唱            |
| 2016-08-25 | 我的果汁分你一半    | 优酷《挑战好声音》                           |            |                               |
| 2016-06-18 | 外面的世界          | CCTV15《全球中文音乐榜上榜》                 |            |                               |
| 2016-02-13 | 卷珠帘              | CCTV3《过年七天乐》                          |            |                               |
| 2015-10-04 | 匆匆那年            | CCTV15《民歌中国》                           |            |                               |
| 2015-10-03 | 相约一九九八        | CCTV15《民歌中国》                           |            | 与李维合唱                    |
| 2015-09-30 | 天下有情人          | CCTV15《星光璀璨演唱会/国庆晚会》            |            | 与李维合唱                    |
| 2015-08-08 | 因为爱情            | CCTV15《全球中文音乐榜上榜》                 |            | 与李维合唱                    |
| 2015-02-19 | Let It Go           | 北京卫视春节联欢晚会                         |            |                               |
| 2015-02-11 | 漂洋过海来看你      | 30家省会电视台同步播出《城市春晚》           |            |                               |
| 2015-02-09 | 橄榄树              | CCTV3《开门大吉》                            |            |                               |
| 2014-09-01 | 美错                | 腾讯视频《中国好声音 (第三季)》 《重返巅峰》 |            | 刷新了互动音乐节目的记录      |
| 2014-08-29 | 贝加尔湖畔          | 浙江卫视《中国好声音 (第三季)》              | 第七期     | 与李维合唱                    |
| 2014-07-25 | 欢颜                | 浙江卫视《中国好声音 (第三季)》              | 第二期盲选 | 电视首秀                      |

## 巡回演唱會及海外活動
下面表格只收錄了周深参加的个人或群星巡回演唱會（例如好声音巡演、声入人心巡演）、有周深名字的演唱會（例如深龄其境）以及海外活動（例如四海同春）。
| 時間                   | 內容                                                                       | 國家/地區和城市                                                  |
| 2024年5月 - 12月       | 2024周深9.29Hz巡回演唱会第三輪個人巡回演唱會                               | 中国：上海、深圳、成都、贵阳、武汉、南京、杭州、沈阳、北京、重庆 |
| 2023年8月19日          | 深深感谢你-周深2023演唱会感谢专场                                          | 中国：北京                                                       |
| 2022年8月6日           | 周深·想到你“深”边個人線上音乐会                                            | 线上                                                             |
| 2020年7月25日          | 周深“晚安 明天見”TME live 超現場個人線上音樂會                             | 线上                                                             |
| 2019年11月 - 2020年1月 | 周深“C-929星球”第二輪個人巡回演唱會                                        | 中国：广州（2020）                                               |
| 2019年11月 - 2020年1月 | 周深“C-929星球”第二輪個人巡回演唱會                                        | 中国：北京、南京、深圳、蘇州、成都、上海（2019）                 |
| 2019年6月12日          | “客逢獅城獻溫情”新加坡慈善演唱會                                           | 新加坡                                                           |
| 2019年5月18日          | “深齡其境”周深黃齡演唱會                                                   | 中国：上海                                                       |
| 2019年4月-6月          | 《唱給世界聽》節目錄制（擔任導師）及總決賽現場（擔任音樂推薦人和表演嘉賓） | 中国：上海                                                       |
| 2019年4月-6月          | 《唱給世界聽》節目錄制（擔任導師）及總決賽現場（擔任音樂推薦人和表演嘉賓） | ：悉尼                                                           |
| 2019年4月-5月          | “聲入人心”及“不說再見”巡回演唱會                                           | 中国：上海 （不說再見）                                          |
| 2019年4月-5月          | “聲入人心”及“不說再見”巡回演唱會                                           | 中国：北京、天津、珠海、長沙                                     |
| 2019年3月28日          | in-Music“深時深刻”音樂分享會                                               | 中国：北京                                                       |
| 2018年5月 - 2019年7月  | 周深“深空間”首輪個人巡回演唱會                                             | 中国：北京、深圳、杭州 （2019）                                  |
| 2018年5月 - 2019年7月  | 周深“深空間”首輪個人巡回演唱會                                             | 中国：上海、武漢、成都 （2018）                                  |
| 2018年7月18日          | CCTV-4 中文國際頻道《中國文藝》                                            | 中国：北京                                                       |
| 2017年1月20日          | 加拿大中國學生學者聯誼會雞年春晚                                           | 加拿大：多倫多                                                   |
| 2016年12月31日         | 江蘇衛視跨年演唱會                                                         | 港澳臺地區： 澳門                                                |
| 2016年9月14日          | 情系金秋·2016法國中秋盛典暨浙江衛視國際頻道開播十周年慶典晚會              | 法國：波爾多                                                     |
| 2016年/2017年          | “中國新歌聲”全國巡演                                                       | 中国大陆：深圳、北京、杭州、廣州、上海、晋江等地                 |
| 2016年/2017年          | “中國新歌聲”全國巡演                                                       | 港澳臺地區： 香港、 臺灣：臺北、新北、苗栗、南投等地             |
| 2016年2月-3月          | “文化中國·四海同春”北美洲巡演                                              | 美国：紐約、休斯頓、舊金山、洛杉磯                               |
| 2016年2月-3月          | “文化中國·四海同春”北美洲巡演                                              | 加拿大：溫哥華、多倫多                                           |
| 2015年5月              | “中國好聲音(The Voice)”第四季歐洲招募站總決賽（擔任評委和表演嘉賓）        | 英国：倫敦                                                       |
| 2015年2月-3月          | “文化中國·四海同春”大洋洲巡演                                              | ：悉尼、墨爾本、珀斯、布里斯班                                   |
| 2015年2月-3月          | “文化中國·四海同春”大洋洲巡演                                              | 新西兰：奧克蘭                                                   |
| 2014年/2015年          | “中國好聲音(The Voice)”全國巡回演唱會                                      | 中国大陆：北京、上海、深圳等地                                   |
| 2014年/2015年          | “中國好聲音(The Voice)”全國巡回演唱會                                      | 港澳臺地區： 香港、 澳門、 臺灣臺北等地                          |

## 影视及舞台剧
| 时间          | 节目                                            | 角色     | 内容                                             | 备注            |
| 2022年8月4日  | 电影《我们的样子像极了爱情》                    | 大明星   | 特别出演                                         | [ 926 ]         |
| 2020年6月15日 | 六家平台同步直播情景剧《只有爱·戏剧幻城》云首演 | 周深本人 | 本色出演周深本人，并演唱歌曲《毒药》与《只有爱》 | [ 927 ]         |
| 2017年8月14日 | 腾讯视频音乐网剧《少年有点酷2》                 | 周深本人 | 本色出演周深本人，并演唱成长曲《小小》           | [ 928 ] [ 929 ] |

## 电台节目
更多电台及采访节目可参见YouTube上的采访合集
| 时间                         | 节目                                    | 角色   | 内容                                             | 备注    |
| 2020年10月23日               | 动感101《东方风云榜》27周岁生日直播连线 | 嘉宾   | 为《东方风云榜》送上生日祝福，电台播放了《随风》 |         |
| 2020年8月19日                | 网易云音乐电台节目《美好分贝》          | DJ     | 介绍《蓝色降落伞》                               | [ 933 ] |
| 2018年6月                    | 《英语流利说》                          | DJ     | 讲述对歌曲《Faded》的理解并教唱                  |         |
| 2018年3月14日                | QQ音乐《圈内圈外》                      | 嘉宾   | 谈《水形物语》                                   |         |
| 2016年7月21日 -2018年5月23日 | 喜马拉雅FM《深深的音乐作坊》            | 主持人 | 共七期                                           | [ 936 ] |
| 2015年7月18日 - 8月22日      | 蜻蜓FM《卡布周深带你听》                | 主持人 | 共六期                                           |         |

## 扮演过的主要角色
| 年份   | 角色                 | 影视综                  | 备注    |
| 2025年 | 中文配音：阿木       | 时间之子                | [ 937 ] |
| 2024年 | 中文配音：沙祖       | 獅子王：木法沙传奇      | [ 938 ] |
| 2022年 | 大明星卡布           | 我们的样子像极了爱情    | [ 939 ] |
| 2022年 | 创意巧克力大师周可可 | 开始推理吧              | [ 940 ] |
| 2021年 | 小白粥               | 创造营2021              | [ 941 ] |
| 2020年 | 周果子               | 明星大侦探NZND演唱会    | [ 942 ] |
| 2020年 | 周星星               | 了不起的长城            | [ 943 ] |
| 2019年 | 周浅                 | 一起乐队吧              | [ 944 ] |
| 2018年 | 宫廷背包客           | 蒙面唱將猜猜猜 (第三季) | [ 945 ] |
| 2017年 | 周深本人             | 少年有点酷2             |         |
| 2016年 | 我可不是什么幺蛾子   | 蒙面唱將猜猜猜 (第一季) | [ 946 ] |